# Iran Lima (ator)
Luiz Iran Lima, mais conhecido somente por Iran Lima (Rio de Janeiro, 27 de junho de 1935 – Rio de Janeiro, 21 de julho de 2024), foi um ator, diretor, produtor e dublador brasileiro, conhecido por seus papéis humorísticos, principalmente, por interpretar o personagem "Seu Candinho Cansado" na Escolinha do Professor Raimundo da Rede Globo.

## Carreira
Em meados da década de 1950 iniciou a sua carreira sendo um manipulador de bonecos na TV Tupi. Já na década de 1960 integrou o elenco do programa Praça da Alegria na TV Rio, mas obteve maior destaque após trabalhar com o humorista Chico Anysio a partir da década de 1970 quando participou do programa Chico City e posteriormente na Escolinha do Professor Raimundo. A partir de 1977 também foi figura recorrente no elenco de Os Trapalhões e entre 1988 e 1995 foi diretor deste programa. Em sua carreira também estão trabalhos na Escolinha do Barulho da Record, Uma Escolinha Muito Louca da Rede Bandeirantes e na Escolinha do Gugu também da Record. Seu último trabalho na televisão foi em 2014 na novela Milagres de Jesus também da Record. Por 40 anos trabalhou como dublador no estúdio Hebert Richers.[carece de fontes?]
Faleceu em 21 de julho de 2024 aos 88 anos, após complicações de um aneurisma abdominal no Hospital Unimed na Barra da Tijuca.

## Filmografia
| Ano       | Título                          | Personagem                   | Nota                               | Emissora          |
| --------- | ------------------------------- | ---------------------------- | ---------------------------------- | ----------------- |
| 1956      | Teatrinho Trol                  | Manipulador de bonecos       |                                    | TV Tupi           |
| 1960      | Praça da Alegria                | Desconhecido                 |                                    | TV Rio            |
| 1961      | Chico Anysio Show               | Vários Personagens           |                                    | TV Tupi           |
| 1969      | Praça da Alegria                | Desconhecido                 |                                    | Record            |
| 1970      | Faça Humor, Não Faça Guerra     | Irajá                        |                                    | Rede Globo        |
| 1973      | Satiricom                       | Vários Personagens           |                                    | Rede Globo        |
| 1976      | Planeta dos Homens              | Desconhecido                 |                                    | Rede Globo        |
| 1977      | Os Trapalhões                   | Vários Personagens e Direção |                                    | Rede Globo        |
| 1981-1983 | Alegria 81                      | Cassandra (TVS-SBT)          |                                    | Rede Globo        |
| 1993      | Escolinha do Professor Raimundo | Seu Candinho Cansado         |                                    | Rede Globo        |
| 1999      | Escolinha do Barulho            | Cândido Manso "Candinho"     |                                    | Record            |
| 2006      | Bicho do Mato                   | Coronel Elias                |                                    | Record            |
| 2008      | Uma Escolinha Muito Louca       | Cândido Manso "Candinho"     |                                    | Rede Bandeirantes |
| 2011      | Escolinha do Gugu               | Cândido Manso "Candinho"     |                                    | Record            |
| 2014      | Milagres de Jesus (telessérie)  | Leproso                      | Episódio: "O leproso de Genesaré". | Record            |